# Verf Lena Egardt
Verf Lena Kristina Egardt, född 10 januari 1959 i Älvdalens församling, Kopparbergs län, är en svensk riksspelman och musiklärare.

## Biografi
Verf Lena Egardt kom tidigt i kontakt med hembygdens gamla låtar och lärde sig spela fiol i kommunala musikskolan. I 15-årsåldern blev hon medlem i låt- och visgruppen Älwdalingarna. Hon blev riksspelman 1978 och blev efter studier på Musikhögskolan i Stockholm med inriktning fiolpedagogik, lärare vid musikskolan i Älvdalens kommun där hon undervisar i violin, viola, cello och kontrabas. Hon är  spelledare för två barn- och ungdomsspelmanslag samt spelledare för Älvdalens spelmanslag. Hon har medverkat i radio och TV vid ett flertal tillfällen genom åren och turnerat både i Sverige och utomlands. Hon har medverkat vid olika skivinspelningar både som solist och i olika konstellationer med andra.
Verf Lena Egardt var medlem i Zornjuryn (Zornmärkesnämnden) 1998-2018. Under närmare 30 år ingick hon i styrelsen för Dalarnas Spelmansförbund.
År 2004 uruppfördes Oðerwais, en musikal på älvdalska med Verf Lena Egardt som kompositör, textförfattare och librettist.
Med älvdalska som sitt första språk har hon även översatt You raise me up (av B. Graham/R. Løvland) till älvdalska. Du raiter upp mig, som finns inspelad av Larz Kristerz på deras skiva Från Älvdalen till Nashville (2011). 
Verf Lena  Egardt är sedan starten 2016 också en av medlemmarna i folkmusikgruppen Systerpolskan som med Benny Andersson som producent och medmusikant gett ut skivan Randig kjortel.
Med albumet Tråy Trai (2020) har hon tillsammans med Kerstin Forslund gjort en barnskiva med nyskrivna låtar helt på älvdalska.
Hon var även 2022 inblandad i produktionen av den älvdalska dubbningen av Pelle Svanslös där hon bland annat översatte sångtexter, hanterade sångregi och spelade en mindre roll.

## Utmärkelser
- Zornmärket i silver 1978 (Riksspelman).
- Knis Karl Aronsson-stipendiet 1982 (tillsammans med Lena Willemark).
- Älvdalens kommuns kulturpris 2001.

## Diskografi
- Balzerjungfrun (1977) Älvdalens spelmän
- Morgon efter regn (1979) Kerstin Forslund
- Gambellieker (1981) Lena Willemark/Kristina Cedervall/Lena Werf
- Allspelslåtar 3 (1985) Kristina Cedervall/Svante Olsson/Verf Lena Egardt
- Låtar från Älvdalen (1985) Älwdalingarna/Älvdalens spelmän
- Flykting 86, (Älwdalingarna) (1987)
- När som gräset det vajar (1989) Lena Willemark
- Välkommen till världen (1990) utgavs i samband med folkmusikåret.
- Visor och låtar med Älwdalingarna (1991)
- Folksamling (1991) Samlingsplatta utgiven av Amigo.
- Bohusbeddar och Övdalslieker (1999) M.Stensby/Verf Lena Egardt
- Älvdalens spelmanslag (2005)
- Älvdalens elektriska (2006) Lena Willemark
- Stuffparty 3 (2007) Larz Kristerz
- Musikalen Oderwais (2008)
- Opel och Larssons Rekord-kvartett (2014)
- Vid älvens strand (2014) Westlights
- Kommer mamma snart (2014) Kerstin Forslund
- Randig kjortel (2016) Systerpolskan
- Kan vi önska oss mer (2017) Kerstin Forslund
- Tråy Trai (2020) tillsammans med Kerstin Forslund